# Vipava
Vipava () (nemško Wippach, italijansko Vipacco) je naselje z okoli 2.000 prebivalci (2020) in središče istoimenske občine, ki leži v zgornjem delu Vipavske doline, ob številnih izvirih reke reke Vipave, ki ima kot edina reka v Evropi deltast izvir. Zaradi številnosti izvirov so prebivalci zgradili 25 mostov; najimenitnejši in najstarejši je most za Lanthierjevo graščino (slika spodaj). Prav zaradi mnogih mostov pravijo kraju tudi male oziroma slovenske Benetke. Domačini in prebivalci okoliških vasi pa Vipavi še danes radi rečejo kar trg. Pod tem imenom je kraj zapisan v dokumentu iz leta 1367, ko so tržani dobili pravico do svojega sejma.

## Zgodovina
Prvi prebivalci Vipave so bili Kelti. Od tod tudi njeno ime; beseda Vipava izhaja iz dveh keltskih besed: »wip« (ta beseda pomeni dolina, pokrajina) in »ach« (skala, kamen), v prostem prevodu iz keltščine: dolina pod skalami. Arheološka odkritja pričaje, da je bila v Vipavi tudi rimska naselbina. Leta 394 je najverjetneje nekje v bližini potekala za krščanstvo pomembna bitka pri Mrzli reki (danes najverjetneje reka Hubelj), kjer je vzhodnorimski cesar Teodozij I. s pomočjo vipavske burje porazil uzurpatorja Evgenija.
O zgodovinski pomembnosti Vipave priča predvsem vrsta gradov. Tu so živele premožne plemiške družine: Herbersteini, Thurni, Edlingi, Baumkirchnerji in kot zadnja plemiška rodbina Lanthierji. O njihovem bivanju pričajo razvaline Starega gradu nad Vipavo, na strmem pobočju Nanosa, Grad Tabor in Lanthierjev dvorec v središču Vipave, ki je dobil baročno podobo v 18. stoletju. Na razglednem gričku severozahodno od Vipave so si Lanthierji v 17. stoletju zgradili lovski dvorec Zemono, ki je danes ena redkih povsem ohranjenih renesančnih stavb v Sloveniji. 

## Stavbni fond in znamenitosti
Stavbni fond Vipave je pretežno iz 18. in 19. stoletja. Premožni, pa tudi manj premožni Vipavci so hoteli svoj kraj čim bolj olepšati, zato so krasili stavbe z vhodnimi portali, po domače »kolonami" ali "portoni«. Te je moč videti povsod, tudi v ozkih vipavskih ulicah. Pred Lanthierjevim dvorcem so vidni kamniti baročni dečki – putti, ki so nekdaj krasili grajski park. Sakralna dediščina se izkazuje med drugim v župnijski cerkvi sv. Štefana, ki jo krasijo znamenite freske Franca Jelovška in Janeza Wolfa. Med posebne znamenitosti Vipave sodita več kot 4500 let stara sarkofaga, dva izmed šestih v Evropi, ki ležita na vipavskem pokopališču od leta 1845, ko ju je dal pripeljati iz Egipta Anton Lavrin.
- Baročni kipci v parku pred dvorcem
- fontana v parku
- Most v Vipavi
- Zvonik župnijske cerkve sv. Štefana
- Izviri Vipave pri Podskali, za Lanthierijevim dvorcem
- Egipčanska sarkofaga na vipavskem pokopališču
- Grad Tabor
- Staro mesto in grad

### Plečnikov spomenik
Spomenik padlim v narodnoosvobodilnem boju arhitekta Jožeta Plečnika (1872-1957) iz leta 1950 naj bi, po mnenju nekaterih, spadal v najzanimivejšo skupino spomenikov, kjer je hotel Plečnik ustvariti nekaj povsem novega, kjer se je hotel ogniti spominom na preteklost in misliti bolj na sedanjost. S postavitvijo zadružnega doma v letih 1948 do 1950 in postavitvijo Plečnikovega spomenika padlim 5. oktobra 1952 je bil dokončno oblikovan drugi vipavski trg, ki je danes prepoznavni znak Vipave.

### Grad Tabor
Ob glavnih izvirih Vipave so v 14. st. postavili stolpast grad, sprva last oglejskega patriarha. Kasneje je lastnik t. i. Spodnjega gradu postal baron Andrej Baumkircher, slavni vojskovodja in prijatelj Erazma Predjamskega, zato je včasih imenovan tudi Baumkircherjev turn. Kasnejši lastniki Spodnjega gradu so bili grofje Thurni in nato Edlingi, od katerih je grad prevzela leta 1565 grofica Lavrencija Lanthieri. Lanthieriji so ga stoletje pozneje prezidali in opremili z rustičnim portalom, ki nosi letnico 1653. Zaradi možnosti turških in beneških vpadov so grad zavarovali z obzidjem. Verjetno so ljudje zaradi tega grad imenovali Tabor.

### Župnijska cerkev sv. Štefana
Vipava spada med najstarejše župnije na Goriškem. Današnja gotska, kasneje barokizirana cerkev sv. Štefana leži med hišami in je iz leta 1556. Leta 1750 je bila cerkev prezidana. Kmalu po tem letu je cerkev poslikal baročni slikar Franc Jelovšek. Po naročilu dekana Grabrijana je 1877. leta ves spodnji del prezbiterija poslikal mojster Janez Wolf. Slikar je v prizore Štefanove zgodbe vpletel tudi več portretov tedanjih znanih Vipavcev. V cerkvi je več kulturno - umetniških vrednot: oltar, oltarne slike, kapelica sv. Barbare, baročni križ. V oltarju ob severni steni je slikar Janez Valentin Metzinger naslikal sv. Janeza Nepomuka, v oltarju na južni steni pa podobe smrti sv. Jožefa.

### Vipavski park
Neposredno pred Lanthierijevim dvorcem je po angleškem vzoru urejen grajski park. V središču parka je fontana z bazenom v obliko štiriperesne deteljice. Za časa Lanthierijev so stali v parku številni baročni kipi dečkov (puttov), ki v rokah držijo različne rekvizite.

### Lanthierijev dvorec
Lanthieriji so bili vneti graditelji. Ob izvirih Vipave so postavili poleg starega Baumkirchnerjevega gradu sredi 17. stol. dvorec, ki ga na zunanji strani krasijo štukature. Zgradili naj bi ga leta 1659 in naj bi bil tipičin primer beneške arhitekture. Prvotno je bil dvorec mnogo skromnejši, leta 1762 pa so ga Lanthieriji prenovili in takrat je dobil današnjo baročno podobo. Nazadnje je v gradu do 1910 leta živel grof Karel Friderik Lanthieri. Od leta 1918 do oktobra 1991 so bile v dvorcu nastanjene različne vojaške enote, leta 1991 pa je JLA dvorec zapustila demoliran skoraj v celoti izpraznjen. Zdaj je v njem sedež Univerze v Novi Gorici in Galerija Univerze v Novi Gorici.

### Stari grad
Tik nad krajem (lokacija: 45°51′02″N 13°57′52″E / 45.850655°N 13.964315°E) so na strmem hribu slikovite razvaline. Na pobočju uspeva več primerkov sredozemskega zimzelenega hrasta ali črnike. Grad, zgrajen najverjetneje v 12. stoletju, je v virih prvič omenjen leta 1275 kot Gornji vipavski grad. Bil je v lasti oglejskega patriarha. Kot deželno knežji fevd je pogosto menjal gospodarja.
Leta 1344 je prišel v last Habsburžanov, leta 1487 pa je pripadel plemiški rodbini Herbersteinov. Za krajši čas so ga v 1. polovici 16. stol. zavzeli celo Benečani, ki pa so jih Habsburžani kmalu pregnali.
Po letu 1577 je postal last družine Lanthieri; verjetno v 17. stol. pa so grad opustili in je začel propadati.

### Vojaški muzej
Muzej se nahaja v vojašnici Slovenske vojske "Janko Premrl - Vojko" in je bil prvi muzej take vrste v okviru Slovenske vojske. Zbirka štabnega vodnika Mitje Močnika temelji na izkopaninah, ki so bile najdene na položajih avstro-ogrskih in italijanskih enot na soški fronti. Muzej sestavlja pet razstavnih prostorov:
1. avstro-ogrsko obvezovališče (Feldlazaret) za težje ranjence,
2. avstro-ogrska univerzalna delavnica za kovača, mizarja, čevljarja in krojača,
3. delovni in bivalni prostor poveljnika avstro-ogrskega bataljona (K.u.K. Batalion-Kommando),
4. podzemni oddelčni zaklonilnik - kaverna, ki je služila kot manjše priročno skladišče s telefonsko centralo,
5. povezovalni in strelski rov (Lauf-schutz Graben) s stražarskim mestom in stražarjem.

### Izviri reke Vipave
Za osrednje izvire reke Vipave veljajo: Podskala, za Tabrom, v Podlipci, Podfarovž, v jami in Sležencu. Med obiskovalci in domačini je Podskala priljubljena točka za oddih.

## Seznam osebnosti iz občine Vipava
- Drago Bajc (pesnik) (1904–1928), pesnik
- Andrej Baumkircher (1420-1471), vojskovodja
- Žiga Herberstein (1486–1566), diplomat, pisatelj
- Štefan Kociančič (1813–1883), prevajalec
- Sebastijan Krelj (1538–1567), protestant, pridigar
- Anton Lavrin (1789–1869), egiptolog, diplomat
- France Mesesnel (1894-1945), umetnostni zgodovinar, likovni kritik, konservator
- Marko Natlačen (1886–1942), politik, guverner dravske banovine (1935–1941)
- Janko Premrl Vojko (1920–1943), partizan
- Stanko Premrl (1880–1965), skladatelj (uglasbil tudi slovensko himno)
- Fran Žgur (1876–1939), pesnik

## Gospodarstvo
Vipava z okolico je pomemben kmetijski center zahodne Slovenije. Zlasti je znan po pridelavi vina - Kmetijska zadruga Vipava deluje od leta 1894. Pomemben je tudi turizem, prav tako pa obrt in srednje velika podjetja. Precej prebivalcev dela v bližnji Ajdovščini.

## Demografija
Glavnina prebivalcev, okoli 93 %, so Slovenci. Drugi so večinoma priseljenci iz območja bivše Jugoslavije. Več kot 96 % prebivalcev uporablja slovenščino kot prvi jezik; med ostalimi 4 % pa jezike z območja Bosne in Hercegovine. Domačini govorijo prepoznavno lokalno narečje.

## Krajevne skupnosti
Občina Vipava se deli na naslednje krajevne skupnosti: Vipava, Lozice, Podnanos, Podraga, Manče, Lože, Goče, Slap, Vrhpolje, Gradišče pri Vipavi in Erzelj.